# Jennifer Johnston

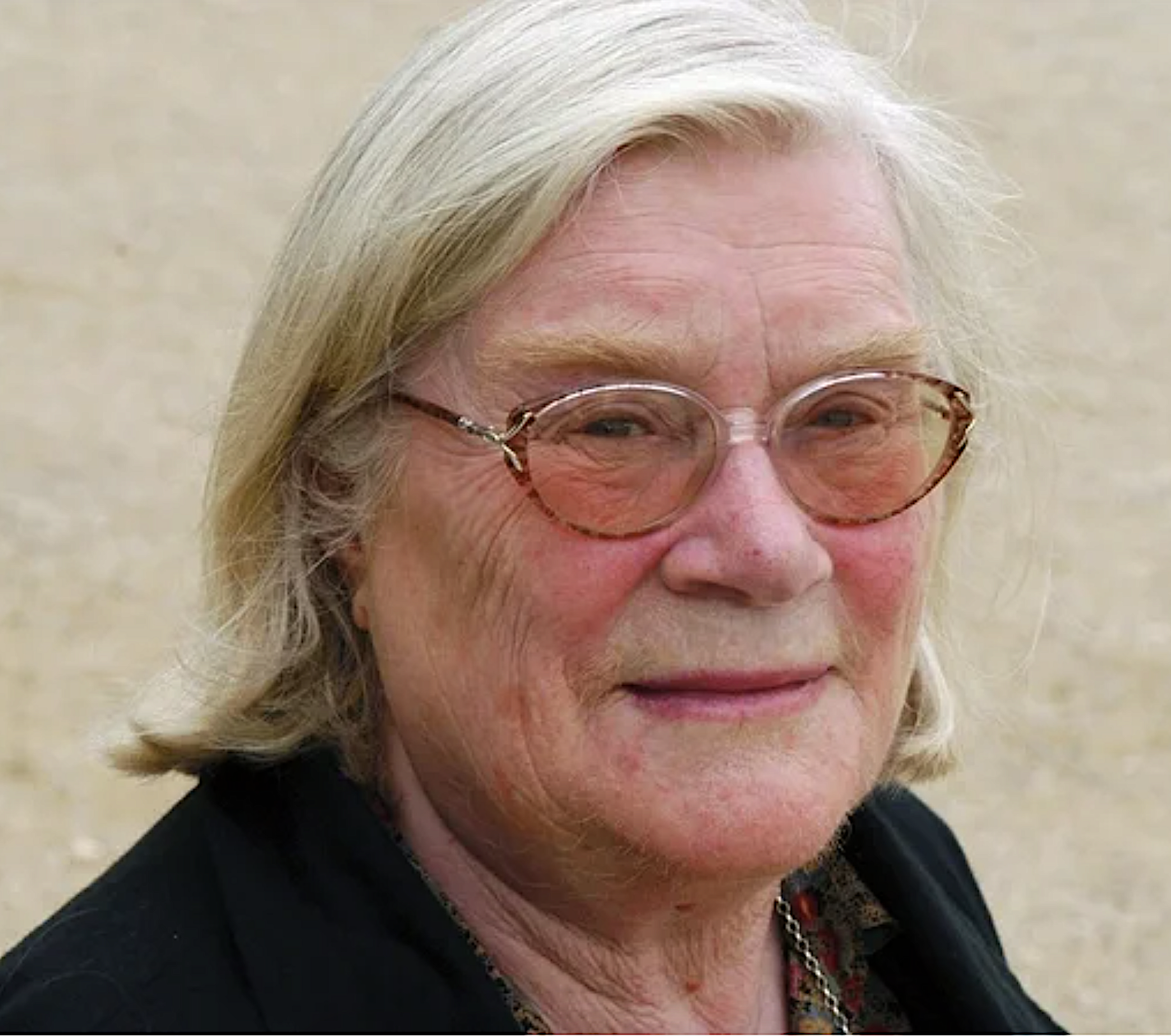
Jennifer Johnston

Jennifer Johnston (geboren am 12. Januar 1930 in Dublin; gestorben am 25. Februar 2025 in Dún Laoghaire) war eine irische Schriftstellerin.

## Leben
Johnston wurde 1930 als Tochter der Schauspielerin Shelah Richards und des Schriftstellers Denis Johnston geboren; sie ist eine Cousine der Schauspielerin Geraldine Fitzgerald. Johnston besuchte das Trinity College in Dublin und lebte seit langem in Derry in Nordirland. Als Mitglied der Church of Ireland reflektierte sie in vielen ihrer Arbeiten über das Nachlassen des protestantischen anglo-irischen Einflusses in Irland im 20. Jahrhundert.
Der erste von Johnston vorgelegte Roman war 1972 The Captains and the Kings. Shadows on our Skin war 1977 auf der Shortlist für den Booker Prize, während sie für The Old Jest, ihren bekanntesten, im Irischen Unabhängigkeitskrieg spielenden und später als „The Dawning“ verfilmten Roman, 1979 mit dem Whitbread Book Award ausgezeichnet wurde.
Zu den weiteren Romanen von Johnston gehören How Many Miles to Babylon? von 1974, der im Ersten Weltkrieg spielt und später als Theaterstück adaptiert wurde, The Invisible Worm von 1991 über das Thema Sexualisierte Gewalt und The Gingerbread Woman von 2000 über einen Witwer, der Frau und Kind durch Terroristen verloren hat. Neben ihren Romanen verfasste Johnston auch Theaterstücke und Hörspiele, darunter O Ananias, Azarias and Misael, 1990 unter den „Best Radio Plays of 1989“ veröffentlicht; 1989 erhielt sie den „Giles Cooper Award for Best Radio play“. Sie war Mitglied bei Aosdána.
Johnston begann verhältnismäßig spät im Leben mit dem Schreiben. In einem Interview mit dem irischen Fernsehsender RTÉ gab sie an, der Erfolg ihres ersten Buches sei für sie aufregender gewesen als die Geburt ihres ersten Kindes. Im Februar 2025 starb Jennifer Johnston im Alter von 95 Jahren in Dún Laoghaire.

## Auszeichnungen (Auswahl)
- 1977: Shortlist zum Booker Prize für Shadows on our Skin
- 1979: Whitbread Book Award für The Old Jest
- 1989: “Giles Cooper Award for Best Radio play”
- 1992: Shortlist für “Daily Express best book of the year” für The Invisible Worm
- 2006: Irish PEN Award
- 2012: Irish Book Award für das Lebenswerk

## Werke (Auswahl)

### Romane
- The Captains and the Kings (1972)
- The Gates (1973)
- How Many Miles to Babylon? (1974)
- Shadows on Our Skin (1977)
- The Old Jest (1979)
- The Christmas Tree (1981)
- The Railway Station Man (1985)
- Fool's Sanctuary (1988)
- The Invisible Worm (1991)
- The Illusionist (1995)
- Two Moons (1998)
- The Gingerbread Woman (2000)
- This is not a Novel (2002)
- Grace and Truth (2005)
- Foolish Mortals (2007)
- Truth or Fiction (2009)
- Shadowstory (2011)
- Fathers and Son (2012)
- A Sixpenny Song (2013)
- Naming the Stars (2015)

### Dramen und Hörspiele
- The Nightingale and Not the Lark (1980)
- Indian Summer (1983)
- Andante un Poco Mosso (1983)
- The Porch (1986)
- O Ananias, Azarias and Misael (1989) – Hörspiel
- The Desert Lullaby: A Play in Two Acts (1996)
- The Christmas Tree: A Play in Two Acts (2015)

### Kinderbücher
- The Great Shark Escape (2001), mit Illustrationen von Ted Enik

### Anthologien
- Finbar's Hotel (1997, hrsg. v. Dermot Bolger; dt. 1999, ISBN 3-8105-0246-4)

### Übersetzungen ins Deutsche
- Er ging an meiner Seite. Roman, Zsolnay, Wien und Hamburg 1975, ISBN 3-552-02729-7
- Jacobs Tochter, Medea-Frauenverlag, Frankfurt am Main 1984, ISBN 3-922-76414-2
- Freistatt für Narren. Roman. Aus dem Englischen von Hans-Christian Oeser. Reclam, Stuttgart 1993, ISBN 3-150-08866-6
- Mondschatten. Roman. Aus dem Englischen von Veronika Dünninger. BLT, Bergisch Gladbach 2000, ISBN 3-404-92064-3
- Das Flüstern des Meeres. Roman. Aus dem Englischen von Veronika Dünninger. BLT, Bergisch Gladbach 2002, ISBN 3-404-92104-6

## Verfilmungen
- 1988: Der Fremde am Strand (The dawning)